# Lajos Kmetykó
Lajos Kmetykó (født 22. marts 1884 i Arad, død 4. januar 1952 i Budapest), også kendt som Lajos Oszkár Antal Aradi, var en ungarsk gymnast, som deltog i OL 1912 i Stockholm.

## Gymnastikkarriere
Kmetykó var en del af det ungarske hold, der deltog i mangekamp i en europæisk udgave (der blev også konkurreret i en "svensk" udgave ved legene), hvor der deltog fem nationer med mellem 16 og 40 deltagere hver. Italien var overlegne i konkurrencen og vandt med 53,15 point, mens Ungarn med Kmetykó blev toere med 45,45 point og Storbritannien treere med 36,90 point. Kmetykós bror, János Kmetykó, var træner for det ungarske hold ved den lejlighed.
Lajos Kmetykó var med til at vinde det ungarske mesterskab for hold med sin klub BTC i 1921 og med BBTE i 1924.

## Videre karriere
Kmetykó tog en idrætslæreruddannelse og arbejdede fra 1913 som lærer. I perioden 1922-1942 var han træner for klubben BBTE.